# Camaroptera
Camaroptera – rodzaj ptaków z rodziny chwastówkowatych (Cisticolidae).

## Występowanie
Rodzaj obejmuje gatunki występujące w Afryce.

## Morfologia
Długość ciała 10–11 cm, masa ciała samców 9–13 g, samic 7–12 g.

## Systematyka

### Etymologia
Greckie καμαρα kamara – „łuk”; πτερον pteron – „skrzydło”.

### Podział systematyczny
Do rodzaju należą następujące gatunki:
- Camaroptera brachyura (Vieillot, 1820) – beczak zielonogrzbiety
- Camaroptera superciliaris (Fraser, 1843) – beczak żółtobrewy
- Camaroptera chloronota Reichenow, 1895 – beczak kusy